# École nationale vétérinaire de Lyon
L'École nationale vétérinaire de Lyon (ENVL) est un établissement d'enseignement supérieur et de recherche en médecine vétérinaire, fondé en 1761 et fusionné en 2010 avec l'école nationale d'ingénieurs des travaux agricoles de Clermont-Ferrand et l'école nationale des services vétérinaires pour former le grand établissement VetAgro Sup.

## Histoire

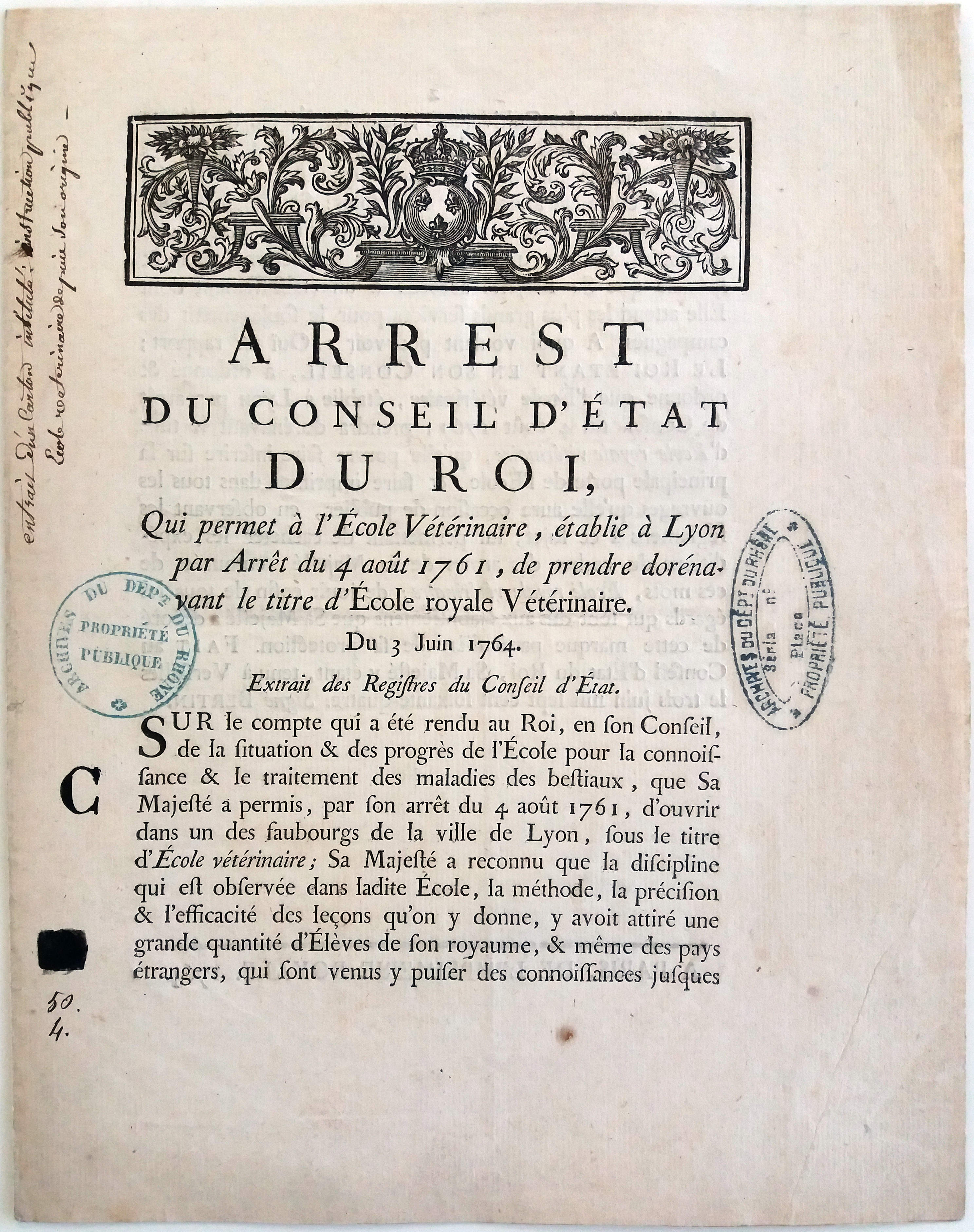
Arrêt du 3 juin 1764 qui nomme l'école créée en 1761 : École royale Vétérinaire.

### XVIIIesiècle
Créée par un arrêt du Conseil d'État du Roi du 4 août 1761 à l'initiative de Claude Bourgelat et grâce au soutien d'Henri Bertin ministre, contrôleur général des finances de Louis XV, l'École vétérinaire de Lyon est transférée le 6 Floréal an III (25 avril 1795) sur le quai Chauveau au clos des Deux-Amants, couvent des Cordeliers récemment réquisitionné pour cause de Révolution. 
C'est le premier établissement d'enseignement vétérinaire organisé au monde. Elle sert de modèle pour toutes les écoles vétérinaires européennes. La raison de sa création vient des pertes énormes dues aux épizooties récurrentes qui ont frappé l'Europe, aggravant les dégâts des famines, guerres et épidémies de peste du XVIIIe siècle. Emmanuel Leclainche évalue à 10 millions de bovins la mortalité en France et en Belgique entre 1713 et 1796. Claude Bourgelat, un des meilleurs écuyers d'Europe, publie un traité de dressage du cheval en 1744 et un ouvrage sur l'anatomie et la médecine du cheval en 1750 : dans ce dernier il écrit « Ceux qui se destinent à cultiver l'hippiatrique n'acquerront jamais le degré suffisant d'instruction tant qu'on ne formera point d'etablissement, qu'on n'ouvrira pas d'écoles pour les instruire ». L'arrêt de 1761 dote la création de l'école de 50 000 livres sur six ans. Cette somme, initialement prévue pour lui donner son indépendance financière, n'atteindra jamais son but, puisqu'elle est promue école royale en 1764, puis école nationale en 1795, restant ainsi à la charge de l'État.

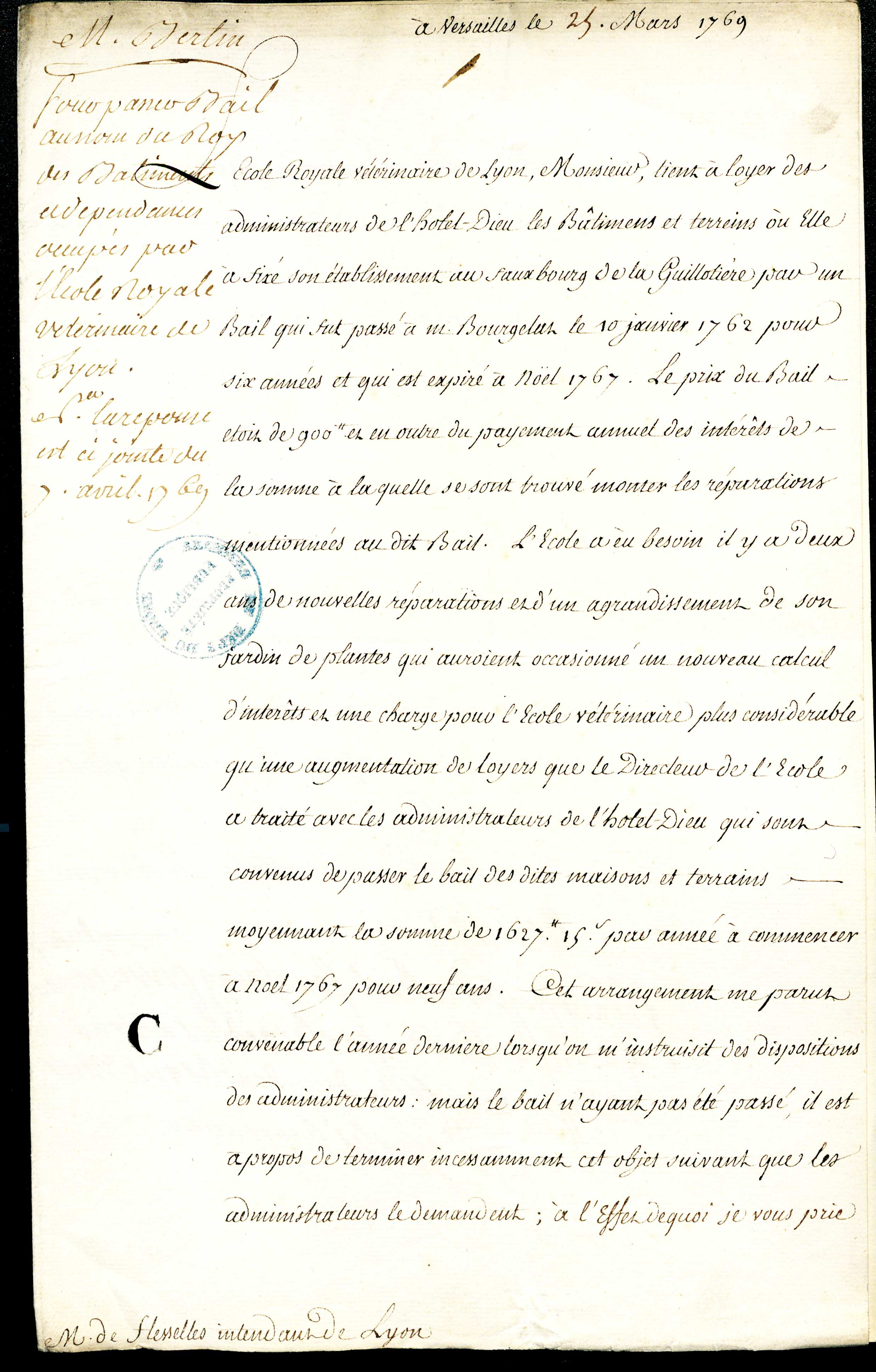
Lettre sur le bail de janvier 1762.

L'école devait ouvrir le 1er janvier 1762, mais le 24 novembre 1761, l'Intendant de Lyon Jean-Baptiste-François Delamichodière informe Henri Bertin qu'aucun local convenable n'a été trouvé. De plus, le nombre d'élèves est insuffisant. Il le met alors en demeure de régulariser la situation, afin que Claude Bourgelat utilise les 50 000 livres allouées pour le but défini dans l'arrêt de 1761. Le 10 janvier 1762, Bourgelat signe finalement un bail de 6 ans avec les hospices civils de Lyon pour occuper le logis de l'Abondance, ancienne auberge située sur la grande rue du faubourg de la Guillotière. Des travaux d'aménagement sont achevés en juin 1762, sous la direction de l'architecte Melchior Munet.Un jardin botanique est créé dans l'ancien potager de l'auberge par le botaniste Marc Antoine Louis Claret de La Tourrette, puis à partir de 1763 par l'abbé Rozier. En juin 1764, une partie de l'école est détruite par un incendie. Les réparations, suivies par l'architecte Munet, ne sont achevées que début janvier 1765. En 1774, les locaux sont réaménagés afin d'implanter un dortoir pour les élèves. Ces divers aménagements sont toutefois loin de répondre aux besoins de l'école,.
Un nouvel arrêté la renomme École royale vétérinaire en 1764. Elle est considérée comme la grande sœur de l'École d'Alfort fondée en 1765 par Bourgelat et Bertin.
De ces deux écoles, exemples et pionnières dans leur art, sont partis pendant toute la fin du XVIIIe siècle d'anciens élèves qui firent bâtir eux aussi des écoles et universités vétérinaire en Europe et au Canada.
Lors du siège de Lyon en 1793, l'ensemble du mobilier de l'école (Cabinet d'Anatomie et Hôpitaux inclus) est transporté dans une maison où logeaient des soldats, aux frais de Louis Bredin, directeur de 1780 à sa mort en 1814. Il est remercié en août 1796 pour ce sauvetage par le Ministère de l'intérieur qui lui donne 700 francs pour couvrir les frais de transport.

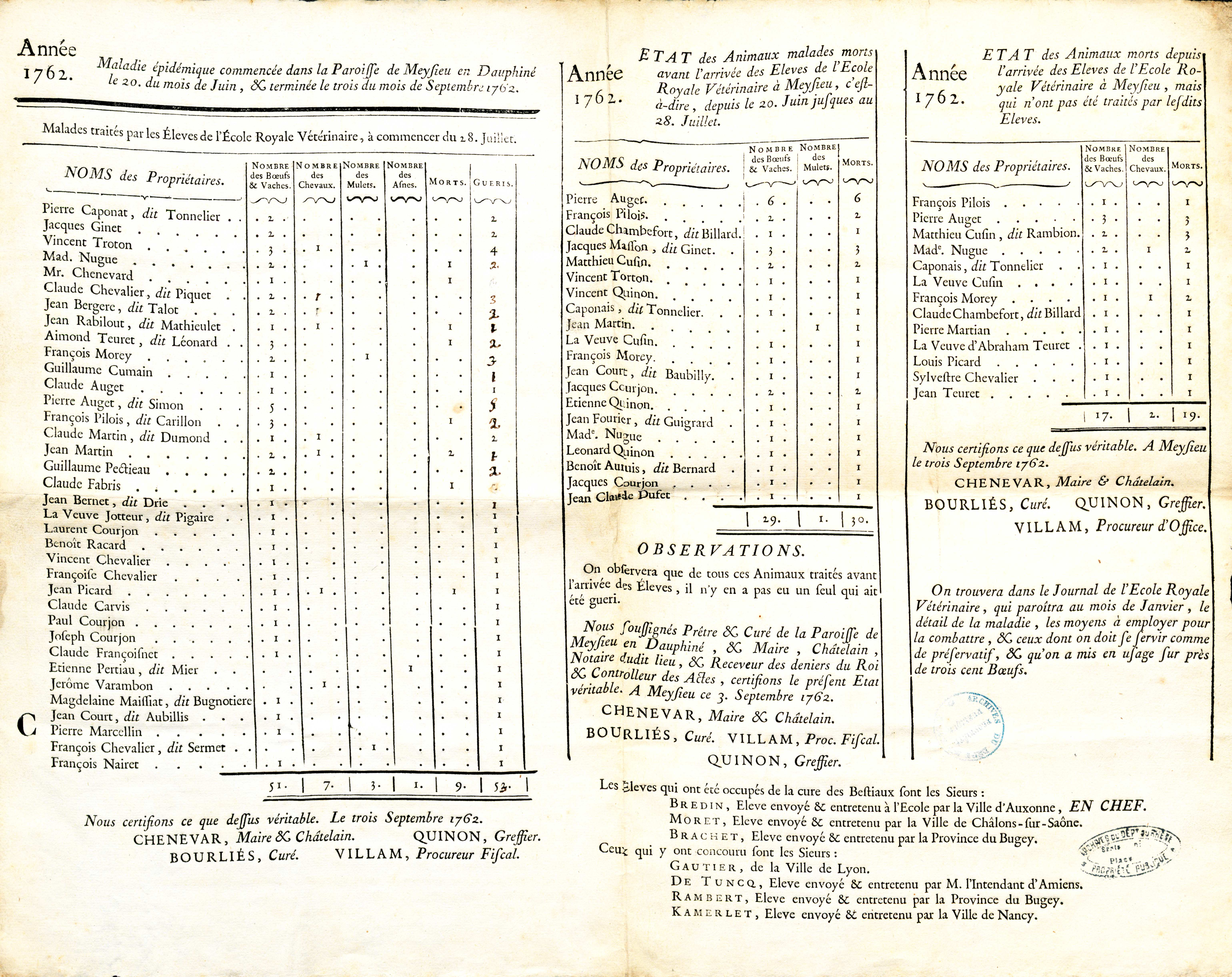
Statistiques sur l'intervention des élèves de l'école royale vétérinaire à Meyzieu en 1762.

En novembre 1796, l'école déménage à Vaise dans le clos des Deux-Amants où elle restera jusqu'en 1977. Les fonds ne permettent pas d'aménager correctement le monastère, composé de quatre bâtiments : l'infirmerie des animaux malades est installée dans la chapelle et la sacristie, le magasin à fourrage dans l'église de l'Observance.

### XIXesiècle
Le 13 Messidor an X (2 juillet 1802), le directeur de l'École intervient auprès du gouvernement pour obtenir la cession des bâtiments des Cordeliers. L'école annexe petit à petit le couvent des Cordeliers et devient propriétaire de la totalité en 1843. Cependant, les bâtiments se dégradent et devant le coût de réparation, l'État ordonne l'arrêt des travaux et le transfert de l'école à Toulouse. Finalement, le conseil municipal vote un crédit pour la reprise des travaux en 1818, qui seront poursuivis entre 1822 et 1824 par Antoine-Marie Chenavard.
Une fois tous les terrains du couvent acquis, de grands travaux sont lancés par l'architecte Pierre Prosper Chabrol, qui dureront jusqu'en 1860. Chabrol propose un devis de 766 000 francs auquel la Ville de Lyon ajoute 53 000 francs pour construire la chapelle de l'Observance et une école primaire. Devant les coûts, la Chambre des députés souhaite supprimer l'école vétérinaire, mais grâce à l'intervention de François Arago elle change d'avis et vote une avance de 170 000 francs.
En 1876, le directeur Rodet commande une statue en bronze de Claude Bourgelat à Joseph-Hugues Fabisch et l'installe dans la cour d'honneur. Elle sera fondue par les Allemands pendant la Seconde Guerre mondiale.
Au XIXe siècle, l'histoire de l'École de Lyon fut marquée par Louis-Furcy Grognier, Auguste Chauveau, Saturnin Arloing et Pierre Victor Galtier, anciens élèves et pères des sciences vétérinaires modernes.

### XXesiècle
En 1939, l'école a été décorée de la Légion d'honneur, une plaque inaugurée le 17 septembre 2011 le rappelle.
Dès 1840, les locaux sont jugés trop exigus. N'étant plus extensibles car entourés d'autres immeubles, un déménagement est envisagé. Après 1960, une nouvelle augmentation des effectifs l'impose. Appuyé par le ministère de l'Agriculture, le professeur Florio lance l'achat de nouveaux terrains. C'est le professeur Froget qui suit les travaux et le déménagement à Marcy l'Étoile en 1977. Sur son site historique, le Conservatoire national supérieur de musique et de danse de Lyon lui succède.
Pour la période 1793 à 1978, voir aussi l'article sur le Clos des Deux-Amants.

### XXIesiècle
L’école nationale vétérinaire de Lyon est un centre d'enseignement et de recherche, mais aussi de diffusion pédagogique. Elle est notamment spécialisée dans les sciences de l'animal de laboratoire, la biologie appliquée à la santé publique, la médecine et l'élevage des grands animaux. Sa position centrale en France et en Europe en fait également un centre de veille essentiel dans la lutte contre les pathologies aviaires.
Depuis le début des années 1990, l'École subit d'importantes transformations visant à optimiser les performances scientifiques et pédagogiques, ainsi qu'à améliorer la qualité de vie des étudiants et personnels. Elle poursuit également son extension. En 2004, le chantier de l'Institut Bourgelat s'est ouvert sur son campus ; centre européen d'expérimentation animale, cette structure est vouée à devenir une référence en biopathologie comparée.
L'école fait partie du pôle de recherche et d'enseignement supérieur de Lyon.

## Œuvre scientifique
En 1816, Gohier prouve le caractère contagieux de la morve du cheval. Grognier développe l'économie rurale et l'hygiène vétérinaire, sujet complété par Cornevin. En 1842, Rey fait de nombreux progrès sur la compréhension et la description de la rage chez les herbivores. Tabourin invente un procédé d'administration des médicaments analogue à la seringue de Charles Gabriel Pravaz. Auguste Chauveau écrit entre 1855 et 1857 l'Anatomie comparée des animaux domestiques, livre illustré sur l'anatomie complète du cheval qui renouvelle celui de Philippe Étienne Lafosse. Une fois complété par Saturnin Arloing et François-Xavier Lesbre entre 1903 et 1905, il deviendra un ouvrage de référence traduit en plusieurs langues.

## Directeurs et professeurs
Directeurs par ordre chronologique :
- Claude Bourgelat (1761-1765)
- François Rozier (1765-1769)
- Péan (1770-1775)
- Pierre Flandrin (1775-1780)
- Louis Bredin (1780-1814)
- Claude-Julien Bredin (1815-1835), fils de Louis
- Maffré de Verdts (1835-1841)
- Rainard (1841-1848)
- Lecoq (1848-1863)
- Rodet (1863-1875)
- Auguste Chauveau (1875-1886)
- Saturnin Arloing (1886-1911)
- Faure (1911-1914)
- François-Xavier Lesbre (1914-1925)
- Charles Porcher (1925-1931)
- Ball (1931-1935)
- Jung (1935-1958)
- Tapernoux (1958-1961)
- Florio (1961-1967)
- Froget (1967-1978)

Autres professeurs :
- Honoré Fragonard